# Goudkruinzanger
De goudkruinzanger (Myiothlypis coronata; synoniem: Basileuterus coronata) is een zangvogel uit de familie Parulidae (Amerikaanse zangers).

## Verspreiding en leefgebied
Deze soort telt 8 ondersoorten:
- M. c. regulus: noordelijk en westelijk Colombia en noordwestelijk Venezuela.
- M. c. elata: zuidwestelijk Colombia en westelijk Ecuador.
- M. c. orientalis: het oostelijke deel van Centraal-Ecuador.
- M. c. castaneiceps: zuidwestelijk Ecuador en Piura (uiterst noordwestelijk Peru).
- M. c. chapmani: Cajamarca (noordwestelijk Peru).
- M. c. inaequalis: Amazonas en San Martín (het noordelijke deel van Centraal-Peru).
- M. c. coronata: van centraal Peru tot westelijk Bolivia.
- M. c. notia: centraal Bolivia.